# Mario Montero Schmidt
Mario Montero Schmidt (Santa Cruz, 28 de enero de 1918-Santiago, 6 de enero de 1962) fue un abogado, jurista y político chileno. Se desempeñó como ministro de Estado de su país, durante el segundo gobierno del presidente Carlos Ibáñez del Campo.

## Biografía
Nació en la ciudad chilena de Santa Cruz, actual provincia de Colchagua, hijo de Lindorfo Montero Fuenzalida y María Teresa Schmidt Quezada. Era nieto de Teodoro Schmidt Weichsel y sobrino de Teodoro Schmidt Quezada y Luis Schmidt Quezada.
Realizó sus estudios primarios y secundarios en el Liceo Alemán de Santiago y, continuando con los superiores en la Facultad de Derecho de la  Universidad de Chile, recibiendo el título de abogado en 1942. Su tesis fue: La expropiación forzosa de la tierra por razón de cultivo. Se especializó en derecho penal junto a Edmund Mezger en la Universidad de Múnich.
Contrajo matrimonio con Sigrid Bannach Sichtermann, con quien tuvo cuatro hijos: Mario, Tamara, Marcelo y Sigrid.
Falleció en la ciudad de Santiago, el 6 de enero de 1962, poco antes de cumplir 44 años.

## Actividad política
En 1936 se unió, junto a su hermano Carlos, al Movimiento Nacional-Socialista de Chile y luego de su disolución en 1939, no volvió a militar en ninguna otra colectividad. En 1948 formó parte de la defensa jurídica de Carlos Ibáñez del Campo por las acusaciones en su contra a raíz del «complot de las patitas de chancho».
Durante la segunda administración del presidente Ibáñez del Campo, el 5 de junio de 1954, fue nombrado por éste como ministro de Tierras y Colonización, función que ejerció hasta el 6 de enero de 1955. Simultáneamente, asumió a la cabeza del Ministerio de Agricultura, entre los días 14 y 20 de noviembre de 1954.
Durante ese mismo gobierno, fue responsable de la redacción del decreto con fuerza de ley n° 69 de 1953, que creó el Departamento de Inmigración, regulando esta materia hasta su derogación por la dictadura militar del general Augusto Pinochet, en 1979.

## Publicaciones
- Montero Schmidt, Mario (1946). “El proceso de Nuremberg”. Revista de Ciencias Penales. Tomo IX, pp. 276-290.[10]

- Montero Schmidt, Mario (1948). “El pensamiento jurídico penal de Pedro Ortiz”. Revista de Ciencias Penales. Tomo X, pp. 110-130.[11]